# Halowe Mistrzostwa Świata w Lekkoatletyce 2012 – pchnięcie kulą kobiet
Pchnięcie kulą kobiet – jedna z konkurencji rozgrywanych podczas 14. Halowych Mistrzostw Świata w Stambule.
Zarówno eliminacje jak i finał zaplanowano na 10 marca.
Ustalone przez IAAF minimum uprawniające do udziału w zawodach wynosiło 17,50 metra.

## Rekordy
W poniższej tabeli przedstawiono (według stanu przed rozpoczęciem mistrzostw) rekordy świata, poszczególnych kontynentów, halowych mistrzostw świata a także najlepszy wynik na świecie w sezonie halowym 2012.
| Halowy rekord świata              | Helena Fibingerová        | 22,50 | Jablonec nad Nysą | 19 lutego 1977 |
| Rekord halowych mistrzostw świata | Nadzieja Astapczuk        | 20,85 | Doha              | 14 marca 2010  |
| Liderka tabel sezonu 2012         | Nadzieja Astapczuk        | 20,70 | Mohylew           | 10 lutego 2012 |
| Halowy rekord Afryki              | Vivian Chukwuemeka        | 18,13 | Flagstaff         | 4 lutego 2006  |
| Halowy rekord Ameryki Południowej | Elisângela Adriano        | 18,33 | Pireus            | 24 lutego 1999 |
| Halowy rekord Ameryki Północnej   | Jillian Camarena-Williams | 19,89 | Fayetteville      | 11 lutego 2012 |
| Halowy rekord Australii i Oceanii | Valerie Adams             | 20,49 | Doha              | 14 marca 2010  |
| Halowy rekord Azji                | Sui Xinmei                | 21,10 | Pekin             | 3 marca 1990   |
| Halowy rekord Europy              | Helena Fibingerová        | 22,50 | Jablonec nad Nysą | 19 lutego 1977 |

## Terminarz
| Data          | Godzina | Runda      |
| ------------- | ------- | ---------- |
| 10 marca 2012 | 10:05   | Eliminacje |
| 10 marca 2012 | 18:10   | Finał      |

## Rezultaty
| CR – rekord mistrzostw \| NR – rekord kraju |

### Eliminacje
| Poz. | Zawodniczka               | Reprezentacja     | #1    | #2    | #3    | Rezultat | Uwagi |
| ---- | ------------------------- | ----------------- | ----- | ----- | ----- | -------- | ----- |
| 1    | Valerie Vili              | Nowa Zelandia     | 19.43 |       |       | 19.43    | Q     |
| 2    | Nadzieja Astapczuk        | Białoruś          | 19.26 |       |       | 19.26    | Q     |
| 3    | Jillian Camarena-Williams | Stany Zjednoczone | x     | 19.11 |       | 19.11    | Q     |
| 4    | Nadine Kleinert           | Niemcy            | 19.00 |       |       | 19.00    | Q     |
| 5    | Michelle Carter           | Stany Zjednoczone | 18.61 |       |       | 18.61    | Q     |
| 6    | Irina Tarasowa            | Rosja             | 18.33 | 18.49 | 18.57 | 18.57    | q     |
| 7    | Jewgienija Kołodko        | Rosja             | 18.28 | 18.52 | 18.36 | 18.52    | q     |
| 8    | Liu Xiangrong             | Chiny             | 18.29 | x     | 18.13 | 18.29    | q     |
| 9    | Alena Kapiec              | Białoruś          | 17.80 | x     | x     | 17.80    |       |
| 10   | Christina Schwanitz       | Niemcy            | 17.19 | x     | 17.58 | 17.58    |       |
| 11   | Misleydis González        | Kuba              | 17.17 | 17.12 | 17.32 | 17.32    |       |
| 12   | Leila Rajabi              | Iran              | 16.98 | 17.29 | 17.08 | 17.29    |       |
| 13   | Paulina Guba              | Polska            | 16.72 | 16.92 | 17.15 | 17.15    |       |
| 14   | Jessica Cérival           | Francja           | 15.89 | 16.18 | 16.47 | 16.47    |       |
| 15   | Úrsula Ruiz               | Hiszpania         | x     | 16.43 | 15.70 | 16.43    |       |
| 16   | Hałyna Obłeszczuk         | Ukraina           | 16.15 | 16.39 | 16.13 | 16.39    |       |
| 17   | Emel Dereli               | Turcja            | 16.02 | x     | 15.99 | 16.02    |       |
|      | Radosława Mawrodiewa      | Bułgaria          | x     | x     | x     | NM       |       |

### Finał
| Pozycja | Zawodnik                  | Reprezentacja     | #1    | #2    | #3    | #4    | #5    | #6    | Rezultat | Uwagi |
| ------- | ------------------------- | ----------------- | ----- | ----- | ----- | ----- | ----- | ----- | -------- | ----- |
|         | Valerie Vili              | Nowa Zelandia     | X     | 20.48 | X     | 20.41 | 20.29 | 20.54 | 20.54    | AR    |
|         | Nadzieja Astapczuk        | Białoruś          | 20.20 | X     | 20.12 | X     | 20.42 | X     | 20.42    |       |
|         | Michelle Carter           | Stany Zjednoczone | 18.88 | 19.36 | 19.58 | 19.30 | 18.66 | X     | 19.58    | SB    |
| 4.      | Jillian Camarena-Williams | Stany Zjednoczone | 18.70 | 19.44 | X     | 19.32 | X     | 19.24 | 19.44    |       |
| 5.      | Nadine Kleinert           | Niemcy            | 19.11 | 19.29 | 19.27 | X     | X     | 18.91 | 19.27    |       |
| 6.      | Liu Xiangrong             | Chiny             | 17.89 | X     | 18.04 | X     | X     | 18.63 | 18.63    |       |
| 7.      | Jewgienija Kołodko        | Rosja             | 17.61 | 17.41 | 17.88 | 18.09 | 18.17 | 18.57 | 18.57    |       |
| 8.      | Irina Tarasowa            | Rosja             | 18.10 | 18.19 | 18.28 | 18.26 | 18.54 | X     | 18.54    |       |